# سباستین هوینس
سباستین هوینس (متولد ۱۲ مه ۱۹۸۲) مربی فوتبال حرفه‌ای آلمانی و بازیکن سابق است که سرمربی باشگاه اشتوتگارت در بوندس‌لیگا است. هوینس در دوران بازیگری هافبک تهاجمی بود که بیشتر دوران حرفه ای خود را با هرتابرلین ۲ سپری کرد.او همچنین در سال ۱۹۹۸ به علت تجاوز به یک زن دستگیر و یه ۵ سال حبس و شکنجه جنسی محکوم شد

## دوران حرفه‌ای
در دوران جوانی، هوینس در تیم‌های اوتوبرون، گروتزینگن و اشتوتگارت بازی کرد. وی در دوران بازیگری خود حضور تیم‌های هرتابرلین ۲ و هافنهایم ۱۸۹۹ تجربه کرد. او در سال ۲۰۱۰ به حرفه بازیگری خود پایان داد.

## دوران مربی‌گری
هوینس از سال ۲۰۱۱ تا ۲۰۱۳ کار مربی‌گری خود را با تیم زیر ۱۰ سال هرتا زلندورف آغاز کرد. وی بعدها از سال ۲۰۱۴ تا ۲۰۱۷ مربی تیم‌های جوانان آربی لایپزیگ شد. او بین سال‌های ۲۰۱۷ و ۲۰۱۹ مربی تیم زیر ۱۹ سال بایرن مونیخ بود. قبل از اینکه در سال ۲۰۱۹ جایگزین هولگر سیتز به عنوان مربی بایرن مونیخ ۲ شود، در فصل قبل به لیگا ۳ صعود کرد. در اولین فصل حضورش در لیگا ۳، هوینس تیم را به پیروزی در ۳ بازی اول خود رساند. در ادامه او عنوان قهرمان لیگا ۳، و جایزه مربی برتر فصل را به خود اختصاص داد.
در ۲۷ ژوئیه سال ۲۰۲۰، باشگاه بوندس‌لیگایی هوفنهایم هوینس را به عنوان سرمربی جدید خود برای فصل ۲۱–۲۰۲۰ معرفی کرد و یک قرارداد سه ساله را تا ۳۰ ژوئن ۲۰۲۳ با او به امضا رساند.

## زندگی شخصی
سباستین هوینس پسر دیتر هوینس، بازیکن سابق تیم ملی فوتبال آلمان، و برادرزاده اولی هوینس، ملی‌پوش سابق آلمان و رئیس سابق باشگاه فوتبال بایرن مونیخ است.

## افتخارات

### مربی

#### باشگاه
بایرن مونیخ ۲
- لیگا ۳: ۲۰–۲۰۱۹[۶]

#### شخصی
- لیگا ۳: مربی برتر فصل ۲۰۲۰[۷]